# 烏茲別克蘇維埃社會主義共和國國徽
烏茲別克蘇維埃社會主義共和國國徽啟用於1937年3月2日，參照蘇聯國徽設計而成。
呈圓形，下為旭日初升之象，前為地球。上方有紅色五角星，中為鎚子與鐮刀，象徵社會主義照亮全球。外圍由麥和棉花裝飾。飾帶以俄語和烏茲別克語書有國家格言「全世界無產者，聯合起來！」和烏茲別克語「烏茲別克蘇維埃社會主義共和國」的首字母。
卡拉卡爾帕克蘇維埃社會主義自治共和國有自己的國徽，使用烏茲別克語和卡拉卡爾帕克語。
1992年，烏茲別克斯坦國徽成為新國家的國徽，但與原來的國徽相似。

## 历史

1925 - 1931
1931 - 1937
1937 - 1947
1947 - 1992